# Tim Söderlund
Tim Söderlund, född 23 januari 1998 i Skellefteå, är en svensk ishockeyspelare.
Han har tidigare spelat för Rockford IceHogs i AHL, samt för Edmonton Oilers farmarlag Bakersfield Condors i AHL. 
Söderlund deltog för Sverige i junior-VM 2017, och gjorde där 2 mål och 1 assist på 7 matcher.
I NHL-draften i Chicago 2017 blev Tim Söderlund vald av Chicago Blackhawks, som 112:e spelaren i den 4:e rundan.
Den 22 januari 2022 presenterades Söderlund som ny forward för Djurgårdens IF, med ett kontrakt som sträcker sig till slutet av säsongen 2021/2022.
Inför fulla läktare på Hovet, lördagen 12 mars 2022, förlängde Söderlund sitt kontrakt med Djurgården till och med säsongen 23/24.

## Klubbar
- Luleå HF J20, SuperElit (2013/2014 - 2014/2015)
- Skellefteå AIK J20, SuperElit (2015/2016 - 2016/2017)
- Frölunda HC, SHL (2018/2019)
- Skellefteå AIK, SHL (2015/2016 - 2018/2019)
- Rockford IceHogs, AHL (2019/2020 - 2020/2021)
- Bakersfield Condors, AHL (2020/2021)

SHL (2021/2022)
- Djurgårdens IF, SHL (2021/2022 - )